# Thor Ørvig
Thor Ørvig (* 14. Dezember 1891 in Kragerø; † 17. Juni 1965 in Oslo) war ein norwegischer Segler.

## Erfolge
Thor Ørvig, der für den Bergens Seilforening segelte, wurde 1920 in Antwerpen bei den Olympischen Spielen in der 12-Meter-Klasse nach der International Rule von 1919 Olympiasieger. Er war Crewmitglied der Heira II, die als einziges Boot seiner Klasse teilnahm. Der Heira II genügte mangels Konkurrenz in zwei Wettfahrten jeweils das Erreichen des Ziels zum Gewinn der Goldmedaille. Zur Crew gehörten zudem neben Arthur Allers, Martin Borthen, Kaspar Hassel, Egill Reimers, Christen Wiese auch Ørvigs Brüder Olaf und Erik Ørvig. Skipper der Heira II war Johan Friele.